# Sustitución de la válvula aórtica
La sustitución de la válvula aórtica es un procedimiento por el cual la válvula aórtica defectuosa del corazón de un paciente se sustituye por una válvula cardíaca artificial. La válvula aórtica puede necesitar ser sustituida porque: 
- La válvula tiene fugas (insuficiencia aórtica, también conocida como regurgitación aórtica)
- La válvula se estrecha y no se abre completamente (estenosis aórtica)

Los métodos actuales para la sustitución valvular aórtica son: la cirugía a corazón abierto, la denominada cirugía cardíaca mínimamente invasiva (MICS por sus siglas en inglés "minimally invasive cardiac surgery"), la sustitución valvular aórtica quirúrgica (SAVR) y la sustitución valvular aórtica transcatéter (TAVR). 
El cardiólogo debe evaluar si un paciente podría beneficiarse de la reparación de la válvula cardíaca en lugar de su sustitución.

## Historia
A finales del decenio de 1940 y principios del de 1950, los primeros enfoques quirúrgicos para tratar la estenosis de la válvula aórtica tuvieron un éxito limitado. Los primeros intentos fueron las valvotomías, (es decir, cortar la válvula mientras el corazón está bombeando).  Hufnagel, Harvey y otros desarrollaron una prótesis de válvula de bola colocada en la aorta torácica descendente (heterotopía) para tratar la estenosis aórtica, pero tuvo complicaciones desastrosas. Más tarde, con la innovación del baipás cardiopulmonar, la prótesis de válvula esférica se colocó ortotópicamente (es decir, en el mismo lugar que la válvula aórtica original). Esta primera generación de prótesis valvulares era duradera, pero necesitaba un tratamiento intenso con anticoagulantes, y la hemodinámica cardíaca se veía comprometida. A mediados de la década de 1950, Bahnson y otros desarrollaron una prótesis de una sola cúspide. A principios de 1960, Ross y Barratt-Boyes utilizaron aloinjertos. Las válvulas protésicas de tejido fueron introducidas en 1965 por Binet en París, pero se degeneraban rápidamente debido a que el tejido no estaba suficientemente preservado. Carpentier solucionó este problema introduciendo válvulas porcinas con stents preservados con glutaraldehído

## Anatomía, fisiología y fisiopatología
| Hallazgos U / S                               | Leve  | Moderar | Grave |
| --------------------------------------------- | ----- | ------- | ----- |
| Área de la válvula aórtica, cm²               | > 1.5 | 1.0-1.5 | <1.0  |
| Índice del área de la válvula aórtica, cm²/m² | -     | -       | 0.6   |
| Gradiente de presión media, mmHg              | 25    | 25-40   | > 40  |
| Velocidad máxima del chorro, m/s              | <3    | 3-4     | > 4   |

| Hallazgos U / S                                               | Leve  | Moderar   | Grave  |
| ------------------------------------------------------------- | ----- | --------- | ------ |
| Ancho de chorro del tracto de salida del ventrículo izquierdo | <25%  | 25-65%    | >65%   |
| Vena contracta ancho, cm                                      | <0.3  | 0.3-0.6   | 0.6    |
| Volumen regurgitante, ml por latido                           | <30   | 30-49     | 60     |
| Fracción regurgitante, %                                      | 30    | 30-49     | > 50   |
| Área del orificio regurgitante, cm²                           | <0,10 | 0.10–0.30 | > 0.30 |

La válvula aórtica es semilunar (en forma de media luna) con tres cúspides. Separa el corazón de la aorta. Cada cúspide está unida a la pared aórtica creando un seno; un seno de Valsalva. Los orígenes de las dos arterias coronarias están situados en dos senos de Valsalva, cada uno nombrado según la arteria coronaria que abastecen. Las cúspides están separadas por comisuras. La cúspide posterior está a continuación de la cúspide anterior de la válvula mitral (el tejido se llama cortina aorto-mitral). La válvula aórtica se abre durante la sístole, la fuerza que la impulsa a abrirse es la diferencia de presión entre la contracción del ventrículo izquierdo del corazón y la aorta. Durante la diástole cardíaca (cuando la cámara del corazón se agranda) la válvula aórtica se cierra.
La estenosis aórtica normalmente es el resultado de la calcificación de las cúspides. Otras razones de la estenosis son la válvula bicúspide (algunos pacientes sólo tienen dos cúspides en la válvula aórtica en lugar de las tres habituales) y la estenosis aórtica reumática (ahora rara en Occidente). La obstrucción a nivel de la válvula aórtica causa un aumento de la presión dentro del ventrículo izquierdo del corazón. Esto puede conducir a la hipertrofia y, en última instancia, a la disfunción del corazón. Mientras que los rayos X y el ECG pueden indicar una estenosis aórtica, la ecocardiografía es el procedimiento diagnóstico de elección. Los hallazgos de los EE. UU. también ayudan a calificar la gravedad de la enfermedad. En casos de estenosis aórtica sintomática severa, se justifica la sustitución de la válvula aórtica (AVR por sus siglas en inglés) . En los casos de estenosis aórtica asintomática pero grave, se deben tener en cuenta más factores.
La regurgitación aórtica, por otro lado, tiene muchas causas: la degeneración de las cúspides, endocarditis, válvula aórtica bicúspide, dilatación de la raíz aórtica, trauma, trastornos del tejido conectivo como el síndrome de Marfan o Ehlers-Danlos conducen a un cierre imperfecto de la válvula durante la diástole, por lo tanto, la sangre regresa desde la aorta hacia el ventrículo izquierdo del corazón. La regurgitación aórtica aguda (causada por endocarditis, disección aórtica o trauma) termina en edema pulmonar, debido al aumento agudo del ventrículo izquierdo (LVEDP) que no tiene tiempo para adaptarse a la regurgitación. La insuficiencia crónica, por el contrario, le da al corazón tiempo para cambiar de forma, lo que resulta en hipertrofia excéntrica, que tiene efectos desastrosos en el miocardio. El ultrasonido es aquí también el mejor método de diagnóstico, ya sea transtorácico o transesofágico.

## Indicaciones para la cirugía

### Pautas para la sustitución de la  válvula aórtica
A medida que se dispone de datos a largo plazo sobre la supervivencia y la calidad de vida de las personas tras la sustitución de la válvula, se han elaborado directrices basadas en pruebas para la sustitución de la válvula aórtica. Estas directrices ayudan a los profesionales de la salud a decidir cuándo la sustitución de la válvula aórtica es la mejor opción para un paciente. Dos conjuntos de pautas ampliamente aceptadas que utilizan los cirujanos y los cardiólogos son las que dictan la Asociación Americana del Corazón y el Colegio Americano de Cardiología, Guidelines for the Management of Patients with Valvular Heart Disease, y la Sociedad Europea de Cardiología y las de la Asociación Europea de Guías de Cirugía Cardio-Torácica para el tratamiento de la enfermedad cardiaca valvular.

### Estenosis aórtica
La estenosis aórtica se trata sustituyendo la válvula aórtica para evitar angina, síncope o insuficiencia cardíaca congestiva. Las personas con estenosis aórtica severa son candidatas para el reemplazo de la válvula aórtica una vez que desarrollan síntomas o cuando su función cardíaca se ve afectada. Algunas personas con estenosis aórtica asintomática también pueden ser candidatas para el reemplazo de la válvula aórtica, especialmente si aparecen síntomas durante las pruebas de ejercicio. Los pacientes con estenosis valvular aórtica moderada que necesitan otro tipo de cirugía cardíaca (es decir, cirugía de derivación de la arteria coronaria ) también deben ser atendidos por el equipo quirúrgico si la ecocardiografía revela problemas cardíacos significativos.
La estenosis aórtica de bajo gradiente con disfunción ventricular izquierda concomitante plantea una pregunta importante al cirujano y al paciente. La ecocardiografía de esfuerzo (es decir, con infusión de dobutamina) puede ayudar a determinar si el ventrículo es disfuncional debido a la estenosis aórtica, o porque el miocardio ha perdido su capacidad de contraerse

### Insuficiencia aórtica
Muchas personas con insuficiencia aórtica a menudo no desarrollan síntomas hasta después de haber tenido la enfermedad durante muchos años. El reemplazo de la válvula aórtica está indicado para síntomas tales como la falta de aliento, y en los casos en que el corazón ha comenzado a agrandarse (dilatarse) por el bombeo del mayor volumen de sangre que se filtra a través de la válvula.

## Tipos de válvulas
Hay dos tipos básicos de válvula cardíaca de reemplazo: válvulas de tejido (bioprotésicas) y válvulas mecánicas.

### Válvulas de tejido
Las válvulas cardíacas de tejido generalmente están hechas de tejido animal (heteroinjertos) montado sobre un soporte de metal o polímero.  El tejido bovino (vaca) es el que se usa con mayor frecuencia, pero algunas están hechas de tejido porcino (cerdo). El tejido se trata para evitar el rechazo y la calcificación (cuando el calcio se acumula en la válvula de reemplazo y esta deja de funcionar correctamente).
Ocasionalmente, se utilizan alternativas a las válvulas de tejido animal: homoinjertos aórticos y autoinjertos pulmonares. Un homoinjerto aórtico es una válvula aórtica de un donante humano, recuperada después de su muerte o de su corazón si se está sometiendo a un trasplante de corazón.  Un autoinjerto pulmonar, también conocido como el procedimiento de Ross, consiste en extraer la válvula aórtica y reemplazarla por la válvula pulmonar del propio paciente (la válvula entre el ventrículo derecho y la arteria pulmonar). Luego se utiliza un homoinjerto pulmonar (una válvula pulmonar extraída de un cadáver) para reemplazar la válvula pulmonar del propio paciente. Este procedimiento se realizó por primera vez en 1967 y se utiliza principalmente en niños, ya que permite que la válvula pulmonar del propio paciente (ahora en posición aórtica) crezca con el niño. 
Las válvulas de tejido pueden durar de 10 a 20 años. Sin embargo, tienden a deteriorarse más rápidamente en pacientes más jóvenes. Se están investigando nuevas formas de preservar el tejido durante más tiempo. Uno de estos tratamientos de preservación se utiliza actualmente en una válvula de tejido cardíaco disponible en el mercado. En estudios realizados con ovejas y conejos, el tejido (llamado tejido RESILIA™) tenía menos calcificación que el tejido de control. Sin embargo, aún no se dispone de datos sobre la durabilidad a largo plazo en los pacientes. [31]
Las válvulas de tejido vienen con stent o sin stent. Las válvulas con stent vienen en tamaños desde 19 mm a 29 mm. Las válvulas sin stent se suturan directamente en la raíz aórtica. La principal ventaja de las válvulas sin stentes es que limitan el desajuste paciente-prótesis (cuando el área de la válvula protésica es demasiado pequeña en relación con el tamaño del paciente, lo que aumenta la presión dentro de la válvula) y pueden ser útiles cuando se trata de una raíz aórtica pequeña. Su desventaja es que lleva más tiempo implantar válvulas sin stent que las válvulas con stent.
Válvulas de Rápido Implante: La indicación para el reemplazo valvular aórtico con una prótesis de rápido implante sigue las recomendaciones generales establecidas para el implante de una válvula biológica supranular con stent tradicional, como se detalla en las guías americanas del 2020. No obstante, estas prótesis están contraindicadas en pacientes con insuficiencia aórtica pura, válvulas bicúspides verdaderas (Sievers 0) y endocarditis aórtica, debido al riesgo de desplazamiento, implantación incorrecta o infección y destrucción tisular con riesgo de fuga perivalvular, respectivamente. Tampoco se recomienda el implante en pacientes con anillo aórtico menor a 19 mm.

### Válvulas mecánicas
Las válvulas mecánicas están hechas de materiales sintéticos, como el titanio o el carbono pirolítico. Son más duraderas que las válvulas de tejido, típicamente duran 20-30 años. Sin embargo, el riesgo de que se formen coágulos de sangre es mayor con las válvulas mecánicas que con las de tejido. Como resultado, las personas con válvulas cardíacas mecánicas deben tomar medicamentos anticoagulantes (diluyentes de la sangre), como la warfarina, durante el resto de sus vidas, lo que las hace más propensas a las hemorragias. El sonido de la válvula puede oírse a veces (a menudo en forma de clics) y puede ser perturbador

### Selección de la válvula
La elección de la válvula es un equilibrio entre la menor durabilidad de las válvulas de tejido y el mayor riesgo de coágulos de sangre y hemorragias con válvulas mecánicas. Las directrices sugieren que la edad del paciente, el estilo de vida y la historia médica deben ser considerados al elegir una válvula. Las válvulas de tejido se deterioran más rápidamente en los pacientes jóvenes y durante el embarazo, pero son preferibles para las mujeres que desean tener hijos porque el embarazo aumenta el riesgo de coágulos de sangre. Típicamente, una válvula mecánica se considera para pacientes menores de 60 años, mientras que una válvula de tejido se considera para pacientes mayores de 65 años

## Procedimiento

### Procedimiento quirúrgico

Sección transversal del corazón, vista desde el frente. La válvula aórtica separa el ventrículo izquierdo de la aorta.

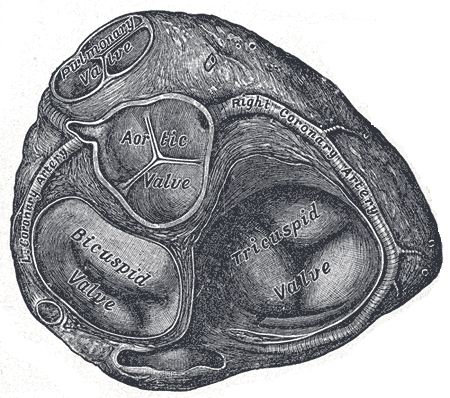
Corazón visto desde arriba, con las aurículas retiradas para exponer las válvulas. La válvula aórtica tiene tres secciones llamadas valvas que se abren para permitir que la sangre fluya.

El reemplazo de la válvula aórtica se hace convencionalmente a través de una esternotomía media, lo que significa que la incisión se hace cortando a través del esternón. Una vez que se ha abierto la membrana protectora alrededor del corazón (pericardio), se canula al paciente (canulación aórtica mediante una cánula colocada en la aorta y una canulación venosa mediante una única cánula venosa auricular insertada a través de la aurícula derecha. El paciente es puesto en una máquina de baipás cardiopulmonar, también conocida como máquina de circulación extracorpórea. Esta máquina respira por el paciente y bombea su sangre por todo su cuerpo mientras el cirujano reemplaza la válvula del corazón. 
Una vez en el baipás cardiopulmonar, el corazón del paciente se detiene (cardioplejía). Esto se puede hacer con un catéter de infusión cardiopléjica tipo Y colocado en la aorta, desaireado y conectado a la máquina de baipás cardiopulmonar. Alternativamente, se puede insertar una cánula retrógrada cardiopléjica en el seno coronario. Algunos cirujanos también optan por colocar un respiradero en el ventrículo izquierdo a través de la vena pulmonar superior derecha, porque esto ayuda a prevenir la distensión del ventrículo izquierdo antes y después del paro cardíaco. Cuando el montaje está listo, la aorta se cierra con una pinza cruzada para detener el bombeo de sangre a través del corazón y se infunde la cardioplejía. El cirujano hace una incisión en la aorta unos pocos milímetros por encima de la unión sinotubular (justo por encima de la ostia coronaria, donde las arterias coronarias se unen a la aorta), un proceso conocido como aortotomía. Después de esto, la cardioplejía se administra directamente a través de la ostia (agujero).
El corazón no se mueve y el cirujano quita la válvula aórtica enferma del paciente. Se extirpan las cúspides de la válvula aórtica y se extrae el calcio (desbridamiento) del anillo aórtico. El cirujano mide el tamaño del anillo aórtico y ajusta una válvula mecánica o de tejido del tamaño apropiado. Por lo general, la válvula se fija en su lugar con suturas, aunque hay disponibles algunas válvulas sin suturas. Si la raíz aórtica del paciente es muy pequeña, las suturas se colocan fuera de la raíz aórtica en lugar de en el anillo, para ganar algo de espacio extra. 
Una vez que la válvula está en su lugar y la aorta se ha cerrado, el paciente se coloca en posición Trendelenburg y el corazón se desairea y se reinicia. Se retira al paciente de la máquina de baipás cardiopulmonar. Puede usarse el ecocardiograma transesofágico (un ultrasonido del corazón hecho a través del esófago)  para verificar que la nueva válvula funciona correctamente. Normalmente se colocan cables de marcapasos, para que el corazón pueda ser controlado manualmente en caso de que surja alguna complicación después de la cirugía. También se insertan tubos de drenaje, para drenar los fluidos del pecho. Estos se retiran generalmente dentro de las 36 horas siguientes, mientras que los cables de estimulación se dejan generalmente en su lugar hasta justo antes de que el paciente sea dado de alta del hospital.

## Hospitalización y tiempo de recuperación.
Después del reemplazo de la válvula aórtica, el paciente generalmente permanecerá en una unidad de cuidados intensivos durante 12 a 36 horas. A menos que surjan complicaciones, el paciente puede irse a casa después de aproximadamente cuatro a siete días. Las complicaciones comunes incluyen alteraciones del ritmo cardíaco ( bloqueo cardíaco ), que generalmente requieren la inserción permanente de un marcapasos cardíaco.
La recuperación del reemplazo de la válvula aórtica toma alrededor de tres meses si la salud del paciente es buena. Se aconseja a los pacientes que no levanten nada que pese más de 5 kg durante varias semanas, y que no hagan ningún tipo de levantamiento pesado durante 4-6 meses después de la cirugía para evitar daños en el esternón. A menudo los pacientes son remitidos para participar en la rehabilitación cardiopulmonar, que optimiza la recuperación y la función física en pacientes con cirugías cardíacas recientes. Esto se puede hacer en un entorno ambulatorio.

## Resultados
La cirugía suele aliviar los síntomas de la enfermedad aórtica que llevó al paciente a la sala de operaciones. La curva de supervivencia de los pacientes que se someten a reemplazos de la válvula aórtica es ligeramente inferior a la curva de su correspondiente población sana del mismo sexo y de la misma edad. La hipertrofia severa del ventrículo izquierdo (preoperatorio) es un factor que contribuye a la morbilidad.
Se estima que el riesgo de morir como resultado de la sustitución de la válvula aórtica es del 1 al 3%. La combinación del reemplazo de la válvula aórtica con el injerto de baipás de la arteria coronaria aumenta el riesgo de mortalidad. Los pacientes mayores, así como los que son frágiles y/o tienen otros problemas de salud (comorbilidades), tienen un mayor riesgo de experimentar complicaciones. Los posibles problemas incluyen infarto/fallo cardíaco, arritmia o bloqueo cardíaco (típicamente requiere la inserción permanente de un marcapasos cardíaco), sangrado mediastínico, accidente cerebrovascular e infección. Las complicaciones tardías incluyen endocarditis, eventos tromboembólicos (coágulos de sangre), disfunción de la válvula protésica y fuga paravalvularia (sangre que fluye entre el borde de la válvula protésica y el tejido cardíaco).

### Desajuste paciente-prótesis
Cuando se trata de un anillo aórtico pequeño, el cirujano puede verse obligado a insertar una  prótesis de válvula aórtica pequeña, con un orificio demasiado pequeño en relación con el tamaño del paciente. Esto se conoce como desajuste paciente-prótesis. Aumenta la presión de la sangre que fluye a través de la válvula y puede afectar negativamente a los resultados. Se han utilizado varias técnicas y válvulas sin stent para evitar este fenómeno.

## Procedimientos menos invasivos
Desde finales de la década de 1990, algunos cirujanos cardíacos han estado realizando procedimientos de reemplazo de la válvula aórtica utilizando un enfoque denominado cirugía cardíaca mínimamente invasiva (MICS). Utilizando este enfoque, el cirujano reemplaza la válvula a través de una incisión en el pecho más pequeña (6-10 cm) que la de una esternotomía media. La MICS normalmente implica tiempos de recuperación más cortos y resultados cosméticos más atractivos.

### Reemplazo valvular aórtico transcatéter
Otra alternativa para muchos pacientes de alto riesgo o ancianos es el reemplazo valvular aórtico transcatéter (TAVR, también conocido como TAVI, implante de válvula aórtica transcatéter). En lugar de quitar la válvula existente, esta técnica lleva una nueva válvula al lugar de la válvula existente. La válvula de reemplazo es plegable y se lleva hasta el sitio de la válvula existente a través de un tubo llamado catéter. El catéter se puede insertar a través de la arteria femoral en el muslo (abordaje transfemoral), o utilizando una pequeña incisión en el tórax y luego a través de una arteria grande o lde a punta del ventrículo izquierdo (abordaje transapical). Para el posicionamiento de la válvula se utiliza la fluoroscopia y el ecocardiograma transtorácico TTE. Una vez que la válvula de reemplazo está en su lugar, se expande, empujando las valvas de la válvula vieja fuera de su sitio.
Las directrices sugieren la TAVR para la mayoría de los pacientes mayores de 75 años, y el reemplazo quirúrgico de la válvula aórtica para la mayoría de los pacientes menores de 75 años. En última instancia, la mejor opción de tratamiento es una decisión basada en muchos factores individuales.